# Nitra (region)
Nitra (slovakisk Nitriansky kraj) er en af Slovakiets otte administrative regioner, beliggende i landets vestlige del. Regionen har et areal på 6.343 km² og en befolkning på 708.494 indbyggere (2005). Regionens hovedby er Nitra og består af syv distrikter (okresy).

## Eksterne links
- Officielle hjemmeside (slovakisk)

- Wikimedia Commons har flere filer relateret til Nitra (region)

48°18′25″N 18°05′11″Ø / 48.3069°N 18.0864°Ø